# Raión de Glybokaye
Glybókaye (en bielorruso: Глыбоцкі раён) es un raión o distrito de Bielorrusia, en la provincia (óblast) de Minsk. 
Comprende una superficie de 1 760 km².
El centro administrativo es la ciudad de Glybókaye.

## Demografía
Según estimación 2010 contaba con una población total de 41 043 habitantes.

## Subdivisiones
Comprende la ciudad subdistrital de Glybókaye, el asentamiento de tipo urbano de Padsvile y los siguientes selsoviets:
- Abrub
- Azyartsy
- Galúbichy
- Zalese
- Ziabki
- Karabý 2
- Lomashy
- Padsvile
- Plisa
- Prazaroki
- Psuya
- Údzela
- Piatrowshchyna